# Linji-Tempel

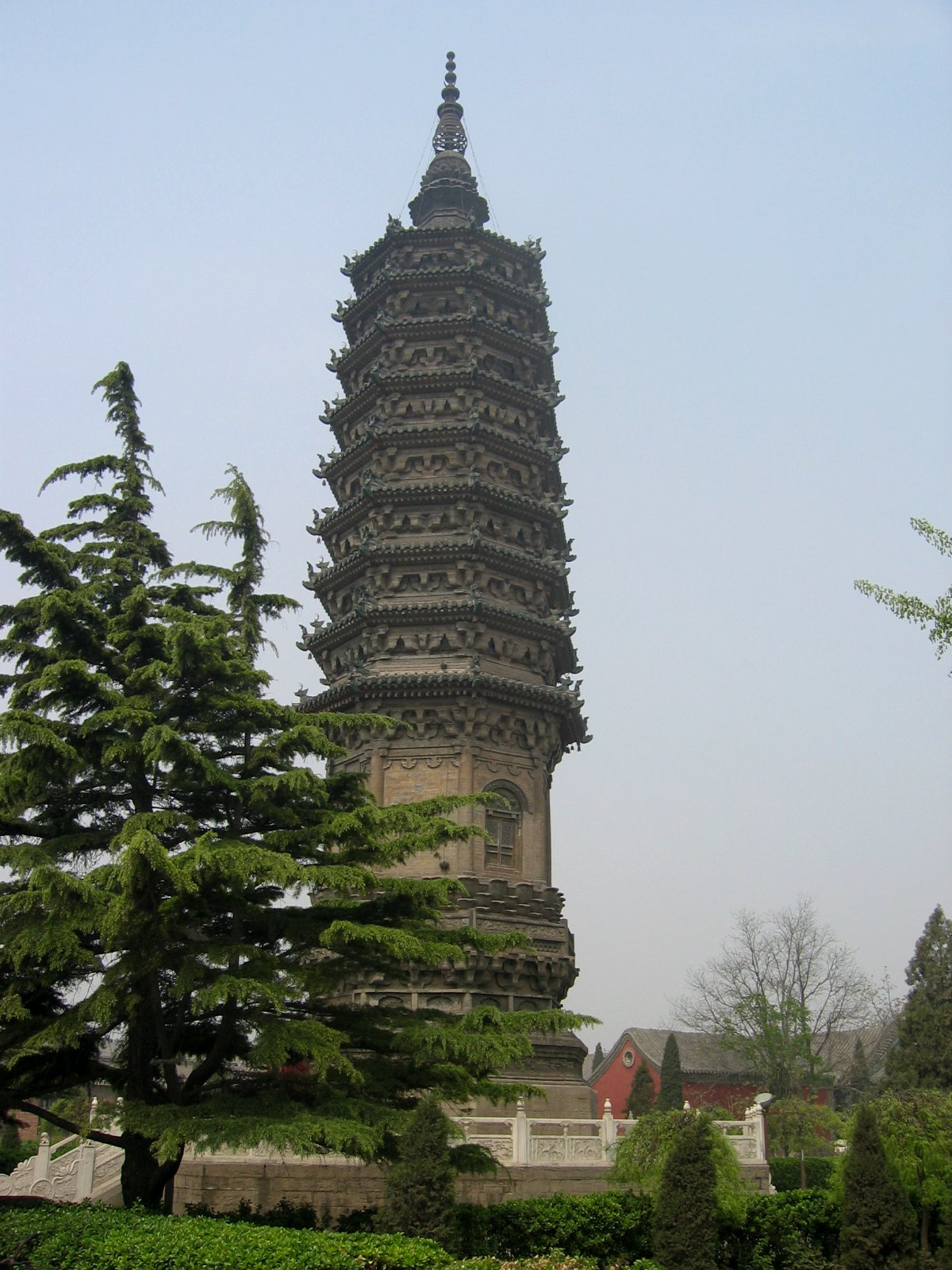
Chengling-Pagode des Linji-Tempels

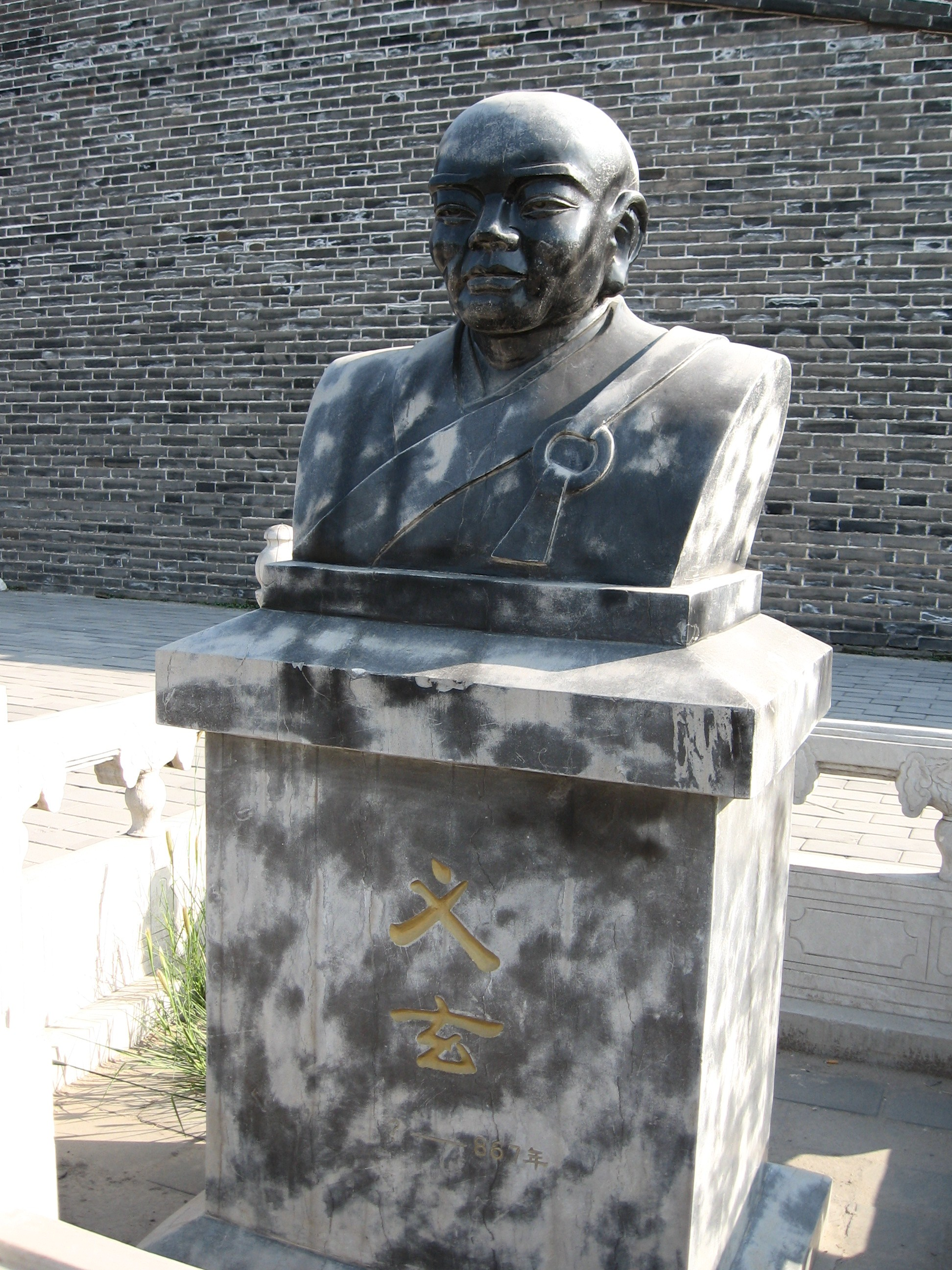
Linji Yixuan (Büste)

Der Linji-Tempel (chinesisch 临济寺, Pinyin Línjì sì) in dem kleinen Ort Linji im Kreis Zhengding der chinesischen Provinz Hebei ist ein bedeutender buddhistischer Tempel. Er wurde 540 zur Zeit der Östlichen Wei-Dynastie erbaut.
Der Name des Begründers der Linji-Schule (Linji zong) des Chan bzw. Zen-Buddhismus, Linji Yixuan (临济义玄; jap. Rinzai Gigen; † 866/867), rührt von diesem Tempel her. 
Die Chengling-Pagode des Linji-Tempels (临济寺澄灵塔,  Linji si Chengling ta) aus der Zeit der Jin-Dynastie (1125–1234) steht seit 2001 auf der Liste der Denkmäler der Volksrepublik China (5-208). Der Tempel ist einer der Nationalen Schwerpunkttempel des Buddhismus in han-chinesischen Gebieten. 